# Autopista A2 (Cuba)

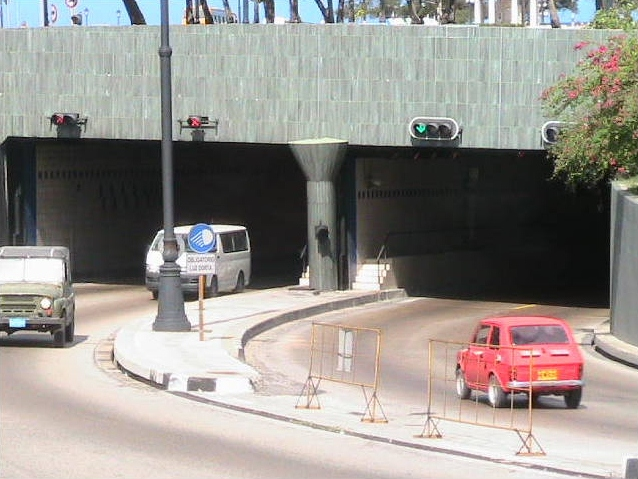
Entrada este al Túnel de La Habana, bajo el Malecón y la Fortaleza de San Salvador de la Punta

La Autopista A2, también conocida como Primer Anillo de La Habana, es una autopista cubana que sirve a la ciudad de La Habana, que conecta casi todas las autopistas cubanas entre sí. Es una carretera sin peaje y tiene una longitud de 36 km.

## Ruta
La A2 es una autovía con 6 carriles y tiene una circunvalación (Autopista Aeropuerto) al Aeropuerto Internacional de La Habana. Conecta la A1 y la A4, las autopistas más largas de Cuba, ambas clasificadas como Autopista Nacional. El tramo noreste de la A2, desde la intersección con la Vía Blanca hasta el Túnel, forma parte de la carretera estatal "Circuito Norte" (CN).
| Autopista A2 (Primer Anillo de La Habana)                                                 |      |           |                       |
| Salida                                                                                    | ↓km↓ | Provincia | Nota                  |
| Marianao-Calle 114 (camino al centro de la ciudad de La Habana y Autopista Havana–Mariel) | 0.0  | La Habana |                       |
| Havana-Pinar del Río (a la Autopista del Mediodía)                                        | 0.6  | La Habana |                       |
| CUJAE                                                                                     | 1.5  | La Habana |                       |
| Aeropuerto José Martí ( Circunvalación de 6 km al Aeropuerto Internacional de La Habana)  | 2.3  | La Habana |                       |
| Boyeros-Av. Independencia (al Aeropuerto Internacional de La Habana)                      | 4.0  | La Habana |                       |
| Habana Golf Club                                                                          | 4.6  | La Habana |                       |
| Av. Varona                                                                                | 6.0  | La Habana |                       |
| Calle 100-Fortuna                                                                         | 7.4  | La Habana |                       |
| Calabazar                                                                                 | 8.5  | La Habana |                       |
| ExpoCuba                                                                                  | 9.3  | La Habana |                       |
| Calvario-Managua                                                                          | 12.9 | La Habana |                       |
| Havana-Melena del Sur                                                                     | 14.4 | La Habana |                       |
| Cotorro-San Francisco de Paula (Carretera Central)                                        | 16.9 | La Habana |                       |
| Habana-Guantánamo                                                                         | 19.6 | La Habana |                       |
| Peñalver                                                                                  | 22.3 | La Habana |                       |
| Monumental                                                                                | 24.5 | La Habana |                       |
| Guanabacoa                                                                                | 25.7 | La Habana |                       |
| Berroa                                                                                    | 27.5 | La Habana |                       |
| Vía Blanca                                                                                | 28.2 | La Habana | Ruta "Circuito Norte" |
| Cojímar                                                                                   | 29.7 | La Habana | Ruta "Circuito Norte" |
| Guiteras-Villa Panamericana                                                               | 30.8 | La Habana | Ruta "Circuito Norte" |
| Estadio Panamericano                                                                      | 31.8 | La Habana | Ruta "Circuito Norte" |
| Habana del Este (Hospital Naval - Camilo Cienfuegos)                                      | 33.0 | La Habana | Ruta "Circuito Norte" |
| Morro-Cabaña                                                                              | 35.1 | La Habana | Ruta "Circuito Norte" |
| Túnel de La Habana                                                                        | 35.8 | La Habana | Ruta "Circuito Norte" |
| Habana Vieja (Malecón - Bahía - San Salvador de la Punta)                                 | 36.4 | La Habana | Ruta "Circuito Norte" |
| A2 – Circunvalación del Aeropuerto de La Habana (Autopista Aeropuerto)                    |      |           |                       |
| Salida                                                                                    | ↓km↓ | Provincia | Nota                  |
| Primer Anillo (main route)                                                                | 0.0  | La Habana |                       |
| Wajay                                                                                     | 4.9  | La Habana |                       |
| Aeropuerto José Martí                                                                     | 6.1  | La Habana |                       |